# Humsera

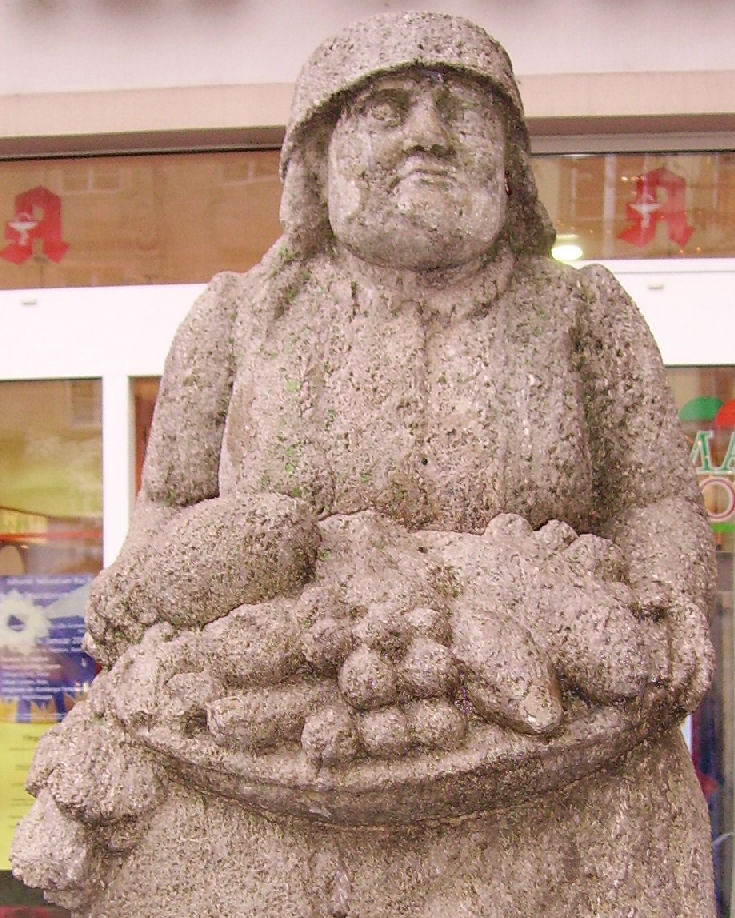
Humsera als Brunnenfigur

Die Humsera war ein stadtbekanntes Original in Bamberg.
Es handelte sich dabei um eine für ihr loses Mundwerk bekannte Gärtnerin, die auf dem Bamberger Wochenmarkt ihr Gemüse verkaufte. Sie gehörte der Gärtnerfamilie Hums an, die in der Heiliggrabstraße in der Gärtnerstadt lebte. Sie starb 1910 und wurde etwa 75 Jahre alt.  An sie erinnert eine Brunnenfigur vor der Martinskirche auf dem Grünen Markt in der Fußgängerzone der Stadt Bamberg. Früher stand die Figur auf dem Maxplatz.
Der deutsche Schauspieler Christopher Bailey (* 1992) ist Nachfahre der Humsera. Vielleicht beherrscht er deshalb heute, wie damals seine Ur-Ur-Großmutter, seine freizügige, leicht unverschämte satirische Komödie.
Der Bamberger Mundartdichter Hans Morper beschreibt die Humsera und ihre derben Kolleginnen auf dem Bamberger Grünen Markt in mehreren Gedichten:

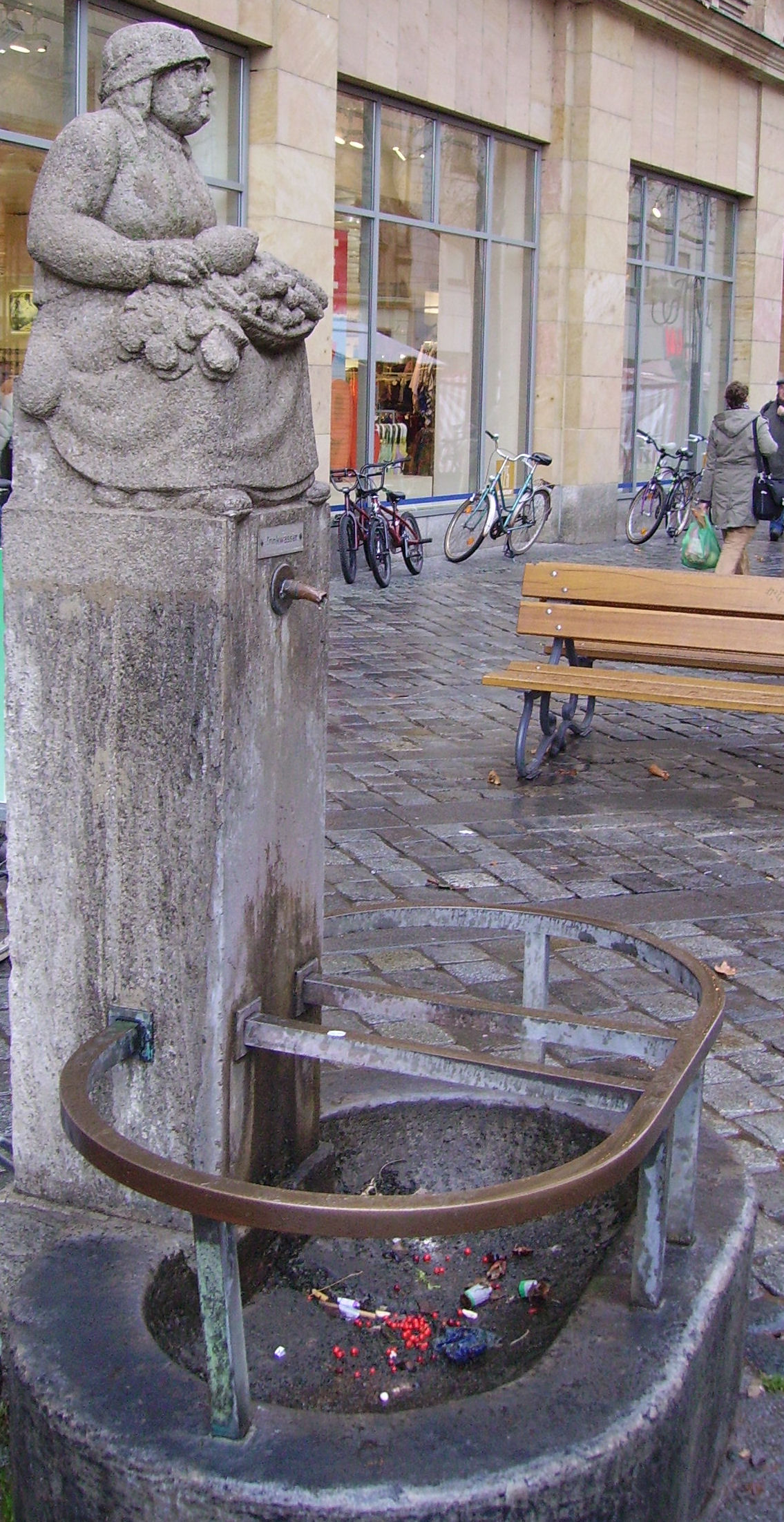
Gesamtansicht des Brunnens

Om Marktplotz – vierzig Johr sinns jetzt – 

hom sie a schöns klans Brünnla gsetzt 

und ohmdrauf höckt so britscherbraat 

a Gärtnera –– ich wor ganz staat …

Weiter heißt es dort:

Des wor der manchesmoll a Gschrei 

om Markttoch früh, wenn so a Zanga, 

die Zunga giftig wie a Schlanga …

An anderer Stelle beschreibt Morper ihr Verhalten gegenüber den Kunden:

„Wos? Zä teuer?" – „So a Maulaff!" 

„Kaaf wust mogst, Du alta Kuh!" 

„Hörscht, mir rutscht än Buckel runter,"

„Mich konnst gern hom, waßt scho wu!"